# Dendrolejeunea fruticosa
Dendrolejeunea fruticosa là một loài Rêu trong họ Lejeuneaceae. Loài này được (Lindenb. & Gottsche) Lacout. mô tả khoa học đầu tiên năm 1908.